# Pentazocine
La pentazocine est un composé organique et un puissant médicament synthétique analgésique appartenant au groupe des analgésiques opioïdes (Niveau 3 de l’OMS). Il est soumis au droit des stupéfiants.
Le pentazocine est un dérivé de la morphine, communément appelé Talwin injectable. Il appartient à la famille des médicaments appelés analgésiques narcotiques qui sont des médicaments pour soulager la douleur. Ce produit est utilisé dans le but de soulager les douleurs chroniques ou aiguës, modérées ou graves. Le pentazocine agit sur le système nerveux central.

## Effets secondaires
Il existe quelques effets secondaires dus à la prise du médicament, mais « moins de 1% des personnes prenant ce médicament ont signalé les effets secondaires suivants », tels que la confusion, la constipation, une sécheresse buccale, la somnolence, etc. Certaines mises en garde contre ce produit doivent être connues des consommateurs comme la toxicomanie, l’abus et une mauvaise posologie. Un abus ou une mauvaise utilisation de ce produit peut conduire à une surdose et au décès du consommateur. Elle peut causer une insuffisance respiratoire chez certaines personnes. Une mauvaise utilisation du produit peut être très dangereuse : la Talwin doit être avalée et non écrasée, ou mélangée dans une solution. Il est très important de consulter un professionnel de la santé avant d'utiliser ce produit, car la Talwin peut interagir avec d’autres médicaments comme l’alcool, la Naloxone, le Néfopam et bien d'autres. Pfizer proscrit l'utilisation de ce médicament conjointement à des benzodiazépines ou d’autres dépresseurs du système nerveux. Le mélange de ces deux produits augmente le risque d'insuffisance respiratoire, de sédation profonde, de coma et de décès. 